# آرد گندم

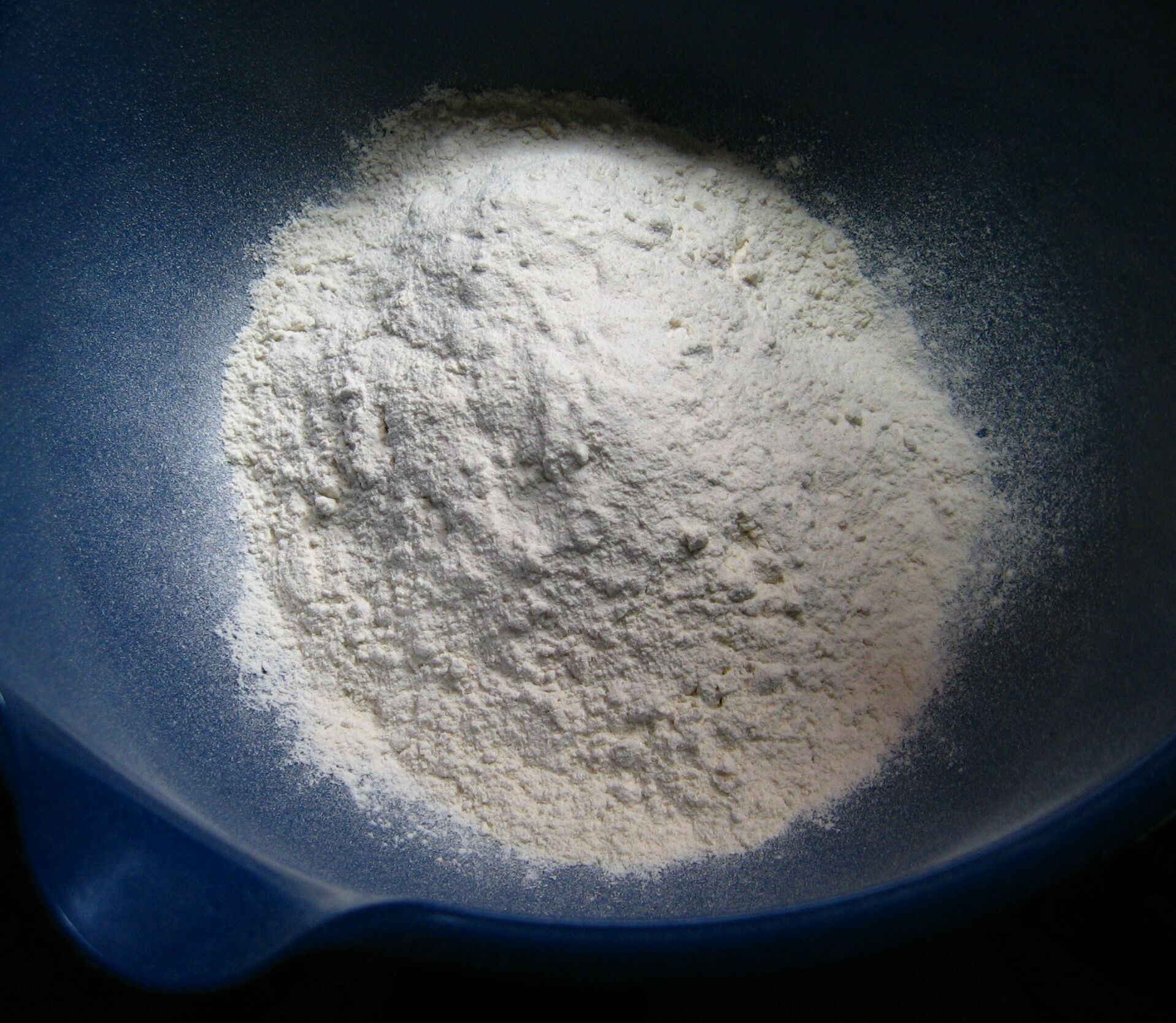
آرد گندم بدون سبوس

آرد گندم آردی است که از گندم درست می‌شود. این آرد از دیگر آردها پرکاربردتر است. این آرد گونه‌های مختلفی دارد. آرد نان دارای ۱۲ تا ۱۴ درصد گلوتن است ولی آردی که در پخت کیک استفاده می‌شود دارای گلوتن پایین‌تر است و به همین دلیل از آرد نان نرم‌تر و قابل انعطاف‌تر است.